# Faramea miconioides
Faramea miconioides är en måreväxtart som beskrevs av Paul Carpenter Standley. Faramea miconioides ingår i släktet Faramea och familjen måreväxter. Inga underarter finns listade i Catalogue of Life.